# Lukavec Klanječki
Lukavec Klanječki is een plaats in de gemeente Kraljevec na Sutli in de Kroatische provincie Krapina-Zagorje. De plaats telt 74 inwoners (2001).